# Lene Cecilia Sparrok
Lene Cecilia Sparrok, född den 6 oktober 1997, är en sydsamisk skådespelare och renskötare från Norge. Hon debuterade 2016 som skådespelare i filmen Sameblod. För sin roll i filmen fick hon 2018 motta Guldbaggen för bästa kvinnliga huvudroll.

## Biografi
Sparrok kommer från Namsskogan i Trøndelags fylke i Norge, där hon arbetar med renskötsel i likhet med andra i hennes släkt. Hon har tagit examen i rendrift och studerade under 2017 till den norska motsvarigheten till gesällbrev. Hon talar sydsamiska, norska och svenska.

## Sameblod
Sparrok spelar huvudrollen som den 14-åriga Elle-Marja (Kristina) i filmen Sameblod, en rollkaraktär som likt henne själv är av sydsamiskt ursprung. Även hennes syster Mia Sparrok medverkar i filmen, i rollen som Elle Marjas lillasyster Njenna.
Filmen, som spelades in augusti–september 2015, visades för första gången vid Filmfestivalen i Venedig 2016. Vid fjolårets internationella filmfestival i Tokyo utsågs Sparrok till bästa skådespelerska. Vid Guldbaggegalan 2018 prisades hon i kategorin Bästa kvinnliga huvudroll. Hon vann också Golden Space Needle som bästa skådespelerska vid Seattles internationella filmfestival, och blev nominerad som bästa skådespelerska vid Riviera internationella filmfestival.
Sparrok, som spelat teater i skolan, provspelade för rollen under Samiska veckan i Umeå. Efter att Sparrok fått rollen deltog hon i regelrätta skådespelarkurser inför filminspelningen.

## Priser och utmärkelser
- 2017: Samiska veckans ungdomsstipendium[10]
- 2018 - Guldbaggen för bästa kvinnliga huvudroll
- 2018 - Republiken Jamtlands medalj[11]

## Teateruppsättningar
- 2020 - Ædnan, Riksteaterns dramatisering av dikteposet med samma namn.[12][13]
- 2024 - Hearrát dat bidje min/Herrarna satte oss hit. En uppsättning på Uppsala stadsteater efter Elin Anna Labbas bok med samma titel.[14]